# 張宦
張宦（1461年—？），字惟臣，直隸保定府完縣（今河北省順平縣）人，明朝政治人物，弘治癸丑進士，官至陕西行太僕寺卿。

## 生平
順天府鄉試第三十七名，弘治六年（1493年），登癸丑科二甲第五十五名進士。九年三月授南京户科給事中，十七年二月升四川布政司左參議，与順慶府知府張賢不合，正德二年（1507年）十二月俱令致仕。五年十二月起復雲南左參議，官八年正月升山東左參政，十月升陝西行太僕寺卿。

## 家族
曾祖張敬祖；祖父張喜，遇例冠帶；父張彬，教授封知州。前母趙氏（贈宜人）；母高氏（贈宜人）；繼母李氏。具慶下。兄張官（知府）。